# Barwick
Barwick és una població dels Estats Units a l'estat de Geòrgia. Segons el cens del 2000 tenia 444 habitants.

## Demografia
Segons el cens del 2000, Barwick tenia 444 habitants, 181 habitatges, i 110 famílies. La densitat de població era de 228,6 habitants per km².
Dels 181 habitatges en un 24,9% hi vivien nens de menys de 18 anys, en un 40,9% hi vivien parelles casades, en un 16% dones solteres, i en un 39,2% no eren unitats familiars. En el 35,9% dels habitatges hi vivien persones soles el 19,9% de les quals corresponia a persones de 65 anys o més que vivien soles. El nombre mitjà de persones vivint en cada habitatge era de 2,45 i el nombre mitjà de persones que vivien en cada família era de 3,25.
Per edats la població es repartia de la següent manera: un 29,3% tenia menys de 18 anys, un 8,8% entre 18 i 24, un 22,3% entre 25 i 44, un 22,7% de 45 a 60 i un 16,9% 65 anys o més.
L'edat mediana era de 35 anys. Per cada 100 dones de 18 o més anys hi havia 81,5 homes.
La renda mediana per habitatge era de 19.000 $ i la renda mediana per família de 21.250 $. Els homes tenien una renda mediana de 26.806 $ mentre que les dones 20.000 $. La renda per capita de la població era d'11.091 $. Entorn del 41,7% de les famílies i el 42,3% de la població estaven per davall del llindar de pobresa.

## Poblacions més properes
El següent diagrama mostra les poblacions més properes.